# Ахмед-хан ибн Хызр
Ахмед-хан б. Хызр — четвертый правитель Западного Караханидского каганата (1087—1089 и 1092—1095).

## Биография
В 1087 году, после смерти Хызр-хана, на престол вступил его сын Ахмед-хан. В правление Ахмед-хана, возник острый конфликт между ханом и духовенством.
Абу Тахир Абд ар-Рахман б. Ахмад б. Аллак, бывший главный судья Самарканда, от имени недовольных обратился с жалобой на притеснения хана к сельджукиду Малик-шаху. Султан воспользовался благоприятным случаем, в 1089 году занял Бухару и осадил Самарканд, взятый после упорного сопротивления. Пленный хан был отправлен в Исфахан, а в Самарканде Малик-шах оставил наместника. Затем он через Узгенд дошел до границ Кашгара. Сюда к нему прислал посла (или явился сам) кашгарский хан, признал себя вассалом Малик-шаха и стал читать хутбу и чеканить монету с его именем. Ал-Хусайни говорит ещё об одном походе султана против Сухраба, владетеля Тараза. После победоносной военной экспедиции Малик-шах покинул Мавераннахр.
В 1092 году Ахмед-хан б. Хызр был возвращен на самаркандский престол в качестве сельджукидского вассала, а в 1095 году погиб от руки заговорщиков, посадивших на его место его двоюродного брата Масъуд-хана, сына Мухаммада б. Ибрагима.